# Mifflinburg
Mifflinburg est un borough situé au sud de la partie centrale du comté d'Union, en Pennsylvanie, aux États-Unis,. En 2010, il comptait une population de 3 540 habitants, estimée au 1er juillet 2020 à 3 376 habitants. Le borough est fondé en 1783 et incorporé le 14 avril 1827. Mifflinburg est le premier siège du comté d'Union.

## Démographie
Lors du recensement de 2010, le borough comptait une population de 3 540 habitants. Elle est estimée, en 2020, à 3 376 habitants.

### Source de la traduction
- (en) Cet article est partiellement ou en totalité issu de l’article de Wikipédia en anglais intitulé « Mifflinburg, Pennsylvania » (voir la liste des auteurs).